# National Library of Medicine
National Library of Medicine (NLM) (United States National Library of Medicine of Nationale Medische Bibliotheek) is een nationale bibliotheek in Bethesda (Maryland) en is 's werelds grootste medische bibliotheek.
National Center for Biotechnology Information (NCBI) is een onderdeel van NLM en de NLM zelf is weer onderdeel van National Institutes of Health (NIH).
In 1879 publiceerde de NLM de Index Medicus, waarvan de laatste op papier geprinte versie in 2004 verscheen.
De NLM publiceert online databanken en zoekmachines zoals PubMed, MedlinePlus en Entrez.
Medical Subject Headings (MeSH) is ook een uitgave van de National Library of Medicine, die in 1954 voor het eerst werd uitgegeven.